# Mortes em outubro de 2008
Mortes em 2008: ← Janeiro – Fevereiro – Março – Abril – Maio – Junho – Julho – Agosto – Setembro – Outubro – Novembro – Dezembro →
Esta é uma relação de pessoas notáveis que morreram durante o mês de outubro de 2008, listando nome, nacionalidade, ocupação e ano de nascimento.

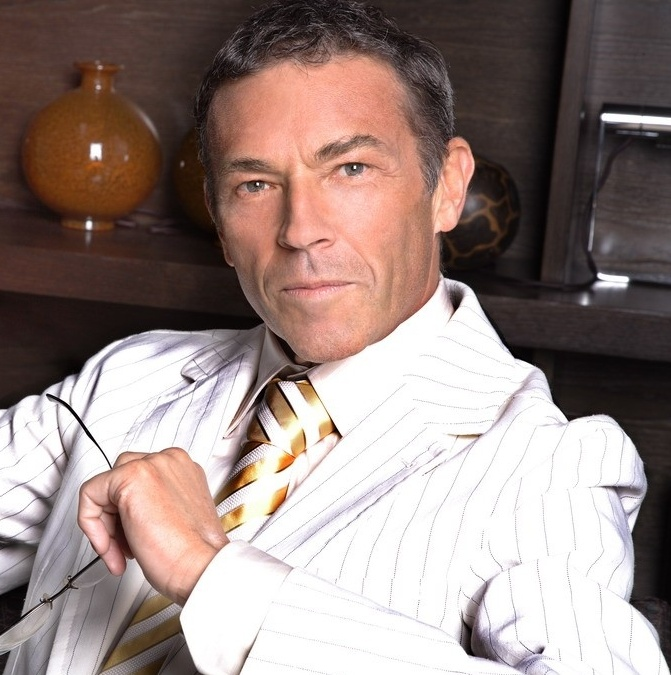
Jörg Haider, político austríaco.

| Dia | Nome                      | Profissão ou motivo de reconhecimento | Nacionalidade  | Ano de nasc. | Ref    |
| --- | ------------------------- | ------------------------------------- | -------------- | ------------ | ------ |
| 8   | Chicão                    | Futebolista                           | Brasil         | 1949         | [ 1 ]  |
| 11  | Jörg Haider               | Político                              | Áustria        | 1950         | [ 2 ]  |
| 12  | Lenvil Elliott            | Jogador de futebol americano          | Estados Unidos | 1951         | [ 3 ]  |
| 13  | Guillaume Depardieu       | Ator                                  | França         | 1971         | [ 4 ]  |
| 16  | Fernando Domingo de Souza | Futebolista                           | Brasil         | 1931         | [ 5 ]  |
| 18  | Dave McKenna              | Músico                                | Estados Unidos | 1930         | [ 6 ]  |
| 18  | Dee Dee Warwick           | Cantora                               | Estados Unidos | 1942         | [ 7 ]  |
| 18  | Nildo Birro-Doido         | Futebolista                           | Brasil         | 1943         | [ 8 ]  |
| 19  | Eloá Cristina Pimentel    | Estudante                             | Brasil         | 1993         | [ 9 ]  |
| 20  | Arthur Sendas             | Empresário                            | Brasil         | 1931         | [ 10 ] |
| 20  | Luis Carlos da Vila       | Compositor                            | Brasil         | 1949         | [ 11 ] |
| 23  | Ivo Pukanić               | Jornalista e político                 | Croácia        | 1961         | [ 12 ] |
| 23  | Oszkár Csuvik             | Jogador de polo aquático              | Hungria        | 1925         | [ 13 ] |
| 25  | Max Rosenmann             | Político                              | Brasil         | 1944         | [ 14 ] |
| 26  | Federico Luzzi            | Tenista                               | Itália         | 1980         | [ 15 ] |
| 26  | Delfino Borroni           | Supercentenário e militar             | Itália         | 1898         | [ 16 ] |
| 28  | Juan Daniel               | Ator                                  | Espanha        | 1907         | [ 17 ] |
| 30  | Valentin Bubukin          | Futebolista                           | Rússia         | 1933         | [ 18 ] |
| 30  | Pedro Pompilio            | Dirigente esportivo                   | Argentina      | 1953         | [ 19 ] |